# Pyrausta limbopunctalis
Pyrausta limbopunctalis is een vlinder van de familie van de grasmotten (Crambidae). De wetenschappelijke naam van deze soort is voor het eerst voorgesteld als Botys limbopunctalis door Herrich-Schäffer in een publicatie uit 1849.
De soort komt voor in Marokko, Spanje, Portugal, Sardinië, Europees Rusland, Georgië, Turkije, Israël en Iran.